# Scaptodrosophila elenthiensis
Scaptodrosophila elenthiensis är en tvåvingeart som först beskrevs av Sundaran och Gupta 1991.  Scaptodrosophila elenthiensis ingår i släktet Scaptodrosophila och familjen daggflugor. Inga underarter finns listade i Catalogue of Life.